# Moyzes Ilona
Moyzes Ilona (Deresk, 1921. október 27. – USA, Los Angeles, 2007. február 19.) költő, író.

## Élete
Dereskén, majd Rimaszombatban járt iskolába. Hivatalnok lett, 1959-ig Osztraván, 1989-ig Pozsonyban élt, majd Kaliforniába költözött, ahol a fiai, Milan Moyzes fotográfus és Dalibor Moyzes absztrakt művész éltek. Verseskönyve, elbeszélés- és gyermekkönyvei jelentek meg Pozsonyban[forrás?].

## Kötetei
- Osztravai dalok. Versek; Slovenské vydavateľstvo krásnej literatúry, Bratislava, 1965
- Harangok; Madách, Bratislava, 1973
- Szél herceg szerelme; Madách, Bratislava, 1975
- Barnus bátyó; Madách, Bratislava, 1986